# Sofía Florentín
Sofía Florentín (La Matanza, Buenos Aires; 29 de mayo de 1997) es una jugadora de futsal y fútbol argentina. Juega de defensora en Estudiantes de Argentina. En futsal, juega de ala y es jugadora de la Selección Argentina de Futsal Femenino. Tiene un historial en el que ha pasado por los equipos argentinos River Plate, San Lorenzo, Kimberley, y UAI Urquiza.

## Trayectoria
Sofía Alejandra Florentín nació el 29 de mayo de 1997 en Laferrere, Buenos Aires. En su juventud, jugaba al fútbol con sus hermanos y hermanas en el Isidro Casanova, La Matanza. Comenzó a jugar en clubes a los 14 años. Luego de jugar fútbol con River, comenzó a jugar fútbol sala en el Ciclón a los 16 años.
Florentín, conocida deportivamente como "Tana", tiene un historial en el que ha pasado por los equipos argentinos San Lorenzo (2013–2014), River Plate (2014–2017), All Boys (2017), Kimberley (2017–2020), UAI Urquiza (2018–2019) y en el año 2020 en el Racing Club. Se reincorporó a River en julio de 2020. Después de pasar por Racing, jugó para Viaxes Amarelle FSF de España de la Liga Nacional de Fútbol Sala. Fue la primera edición de Viaxes Amarelle por la segunda fase de la Primera competición de Fútbol Sala Femenino de la RFEF. Durante la temporada 2021-2022 jugó fútbol sala con el equipo italiano Padova. Jugó ocho partidos y marcó dos goles. Rescindió su contrato con Italia para estar más cerca de su familia tras la muerte de su madre.  Florentín es una ala-cierre, y "que le gusta salir jugando con el balón y resolver en espacios reducidos; a la que acompaña un potente disparo exterior."
Fue seleccionada para formar parte de la Selección Argentina de Futsal Femenino en 2017. El equipo ganó la medalla de bronce en la Copa América de Futsal 2017. Jugó con la selección nacional en los Juegos ODESUR en 2018. En la Copa América de Futsal 2019 en Chile, ganó la medalla de plata. Durante los Juegos Suramericanos de 2022, ganó una medalla de plata para el equipo femenino de futsal e hizo un gol en su partido contra Chile.
Durante su tiempo con Kimberley, ganó los títulos de Supercopa en 2018 y 2019. También ganó el torneo local en 2018 y 2019. En la Copa Libertadores 2019, ganó la medalla de bronce. Con River Plate, durante las semifinales de la Copa Libertadores 2017, en un partido contra Colo-Colo de Chile, fue expulsada. En 2021, fue descrita como "una jugadora muy inteligente y un emblema, su trayectoria europea y su recorrido en nuestra selección así lo demuestran".

## Estadísticas

### Clubes
| Club            | País      | Año           |
| --------------- | --------- | ------------- |
| San Lorenzo     | Argentina | 2013–2015     |
| River Plate     | Argentina | 2016–2018     |
| All Boys        | Argentina | 2017          |
| Kimberley       | Argentina | 2017–2020     |
| UAI Urquiza     | Argentina | 2018–2019     |
| River Plate     | Argentina | 2019–2020     |
| Viaxes Amarelle | España    | 2021          |
| Padova          | Italia    | 2021–2022     |
| Estudiantes     | Argentina | 2022–presente |